# Diane Guerrero
Diane Guerrero (ur. 21 lipca 1986 w Passaic) – amerykańska aktorka pochodzenia kolumbijskiego, która wystąpiła m.in. w serialach: Doom Patrol, Jane the Virgin i Orange Is the New Black.

## Filmografia

### Filmy
| Rok  | Tytuł                             | Rola                | Uwagi       |
| ---- | --------------------------------- | ------------------- | ----------- |
| 2011 | Detour                            | Angela              | krótkometr. |
| 2011 | Ashley/Amber                      | Ashley              | krótkometr. |
| 2011 | Festival                          |                     |             |
| 2012 | Open Vacancy                      | Tatiana             |             |
| 2012 | Saved by the Pole                 | Princess            | krótkometr. |
| 2014 | Emoticon ;)                       | Amanda Nevins       |             |
| 2014 | My Man Is a Loser                 | Malea               |             |
| 2015 | Love Comes Later                  |                     | krótkometr. |
| 2015 | Peter and John                    | Lucia               |             |
| 2016 | Happy Yummy Chicken               | Cheryl Davis        |             |
| 2019 | Justice League vs. the Fatal Five | Jessica Cruz (głos) | film DVD    |
| 2019 | Killerman                         | Lola                |             |
| 2021 | Blood Brothers                    | Lucia Childs        |             |
| 2021 | Blast Beat                        | Nelly               |             |
| 2021 | Nasze magiczne Encanto            | Isabela Madrigal    |             |

### Telewizja
| Rok             | Tytuł                   | Rola           | Uwagi         |
| --------------- | ----------------------- | -------------- | ------------- |
| 2011            | Anatomia prawdy         | Sara Gonzales  | 1 odc.        |
| 2012            | Are We There Yet?       | Stacey         | 1 odc.        |
| 2013            | Zaprzysiężeni           | Carmen         | 1 odc.        |
| 2013            | Impersonalni            | Ashley         | 1 odc.        |
| 2013–2017, 2019 | Orange Is the New Black | Maritza Ramos  | 57 odc.       |
| 2014            | Taxi Brooklyn           | Carmen Lopez   | 1 odc.        |
| 2014–2019       | Jane the Virgin         | Lina Santillan | rola drugopl. |
| 2017–2018       | Superior Donuts         | Sofia          | 21 odc.       |
| 2018–2019       | Elena z Avaloru         | Vestia (głos)  | 6 odc.        |
| 2019–2023       | Doom Patrol             | Crazy Jane     | gł.rola       |